# Weepers Circus
 (décembre 2017).
 (mai 2025).
Weepers Circus est un groupe de chanson française et de rock français, originaire de Strasbourg.

## Biographie

### Formation et débuts (2000—2007)
Le groupe Weepers Circus est formé par Eric Kaija Guerrier, Franck George, Alexandre George et François Rachez, alors camarades de lycée (Lucie-Berger à Strasbourg). À leurs débuts, ils sont influencés par des artistes rock britanniques et américains, tels les Beatles, Pink Floyd ou Led Zeppelin. Rejoint progressivement par Denis Leonhardt, Claude Guerrier, Delphine Freiss, Myriam Stricker, Fabrice Lemoine et Luc Widmaier, le groupe commence à se produire dans sa région et monte des spectacles scéniques, Le Requiem en 1992 et Les Fables en 1994, avant d'enregistrer ses premiers disques à la fin des années 1990. Le succès de leurs premiers albums, Le Fou et la Balance (1997) et L'Épouvantail (1999) leur permet d'entreprendre des tournées nationales.
En 2000, ils signent en licence avec Philips (Universal) et font la connaissance de Caroline Loeb, qui mettra en scène trois de leurs spectacles autour des albums L'Ombre et la demoiselle (2000), Faites entrer (2003) et La Monstrueuse Parade (2005).
Dans son quatrième album, Faites entrer, le Weepers Circus est rejoint par un nouveau membre, le batteur Alexandre « Goulec » Bertrand. Le groupe est également accompagné par plusieurs invités, dont Serge Bégout du groupe Têtes raides et la chanteuse Olivia Ruiz, rencontrés en 2002. L'album suivant, La Monstrueuse Parade (2005), est inspiré du film La Monstrueuse Parade de Tod Browning. Le sixième album, Tout n'est plus si noir..., paraît en 2007. Plusieurs artistes invités participent à l'enregistrement, notamment Mathias Malzieu du groupe Dionysos, Olivia Ruiz et la comédienne Irène Jacob,. Christian Houllé, qui réalisait déjà les clips du groupe pour les précédents albums et qui joue du clavier, intègre le groupe en 2007.

### À la récré(2009—2010)

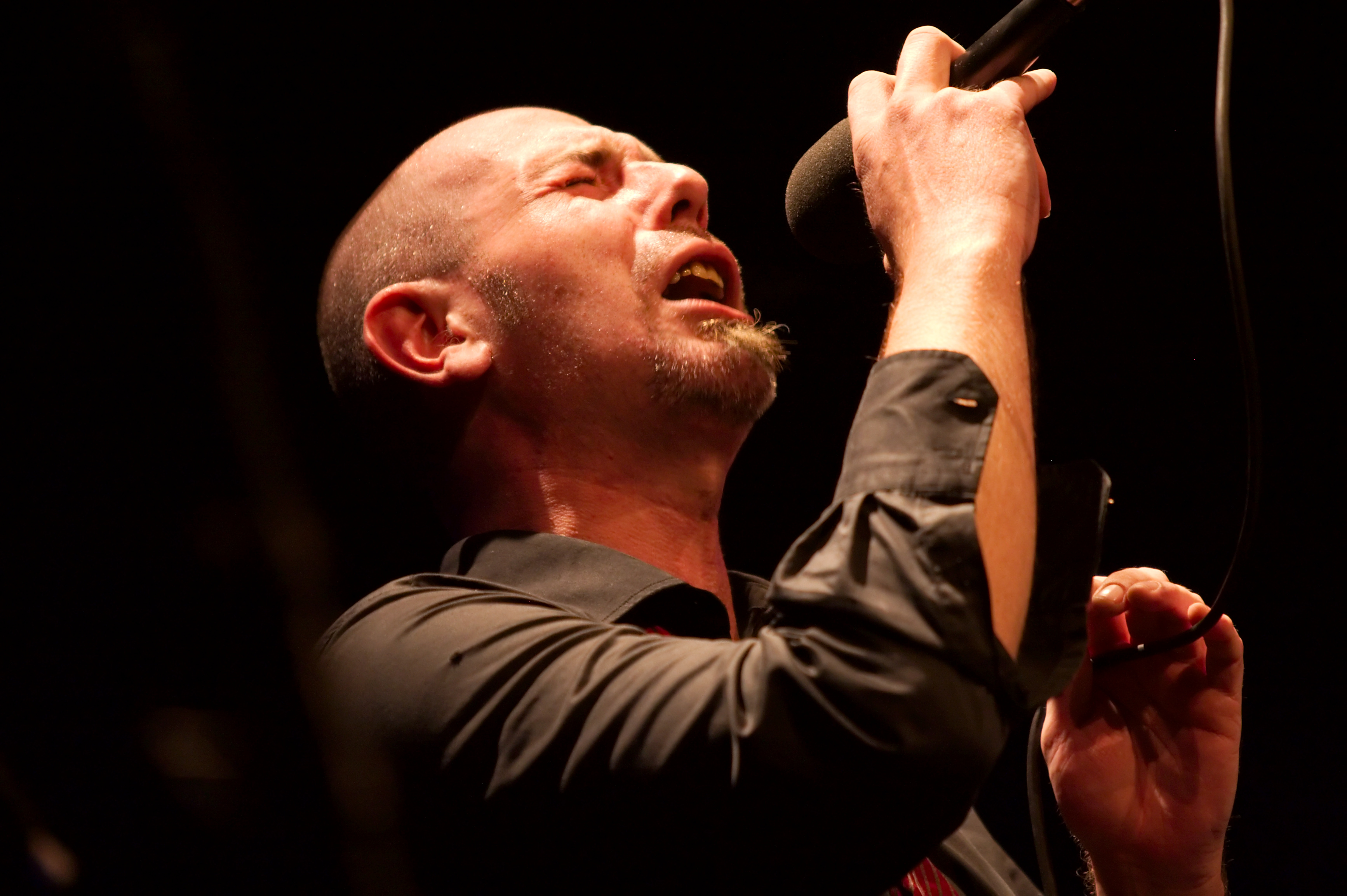
Alexandre George lors du Festival de la chanson française du Pays d'Aix 2009.

Après une longue tournée française et européenne, paraît en mars 2009 un album intitulé En concert comprenant un remix inédit (avec son clip) du titre Tout le monde chante (remixé par les Gaillards, un collectif de jeunes arrangeurs, fans de rap et de slam), ainsi qu'une reprise de Led Zeppelin : Kashmir. En 2009 toujours, Weepers Circus participe au nouvel album de Caroline Loeb (tout en ayant effectué la bande son d'ouverture de son spectacle Mistinguett, Madonna et Moi), de même qu'au cinquième album du groupe de grind metal Inhumate. Il compose également la musique d'une pièce de théâtre montée par la Compagnie Sémaphore (mise en scène par Denis Woelffel) sur un texte de Philippe Dorin (Dans ma maison de papier, j'ai des poèmes sur le feu).
Le groupe publie son septième album (studio) le 16 novembre 2009. Intitulé À la récré, il s'agit d'un livre-disque grand format de chansons pour enfants (illustrées par Tomi Ungerer) comportant à la fois des classiques de la chanson enfantine et des compositions originales. De nombreux invités sont de la partie : Serge Bégout (du groupe Têtes raides), Frédérique Bel, Agnès Bonfillon, Emma Daumas, Juliette, Didier Lockwood, Caroline Loeb, Christine Ott, Olivia Ruiz, Roger Siffer, etc. Ce projet reçoit le « Coup de Cœur » de l'Académie Charles-Cros.

### N'importe où, hors du monde(2011—2012)
En juin 2011, est publié un hommage collectif à Georges Brassens, intitulé Brassens pour les enfants ou Brassens chanté par... (selon le format), avec la participation (sur deux titres) du Weepers Circus. Les autres participants sont Agnès Bihl, Les Ogres de Barback, Debout sur le zinc, Aldebert et Yves Jamait. Le 8 octobre 2011, le groupe reçoit le prix du Bretzel d'or 2011 (promotion Tomi Ungerer) par l'Institut des Arts et Traditions Populaires d'Alsace.
Le huitième album (studio), sous forme de livre-disque, paraît le 10 octobre 2011. Le titre en est N'importe où, hors du monde. Le groupe y injecte des influences électro-pop. Une quarantaine d'invités sont de l'aventure (pour des textes ou pour des duos) : Michel Rocard (ancien Premier Ministre), Jean Rochefort (comédien), Jean-Claude Carrière (auteur, scénariste et comédien), Cali (auteur, compositeur et interprète), Juliette (auteur, compositeur et interprète), Dominique A (auteur, compositeur et interprète), Eddy (la) Gooyatsh (auteur, compositeur et interprète), Christine Ott (ondiste et pianiste), Jean Fauque (auteur et interprète), Fatou Diome (auteur), Patrice Leconte (metteur en scène de cinéma, scénariste et auteur), Marc Lévy (auteur), Maxime Chattam (auteur), Henri Loevenbruck (auteur), Thierry Serfaty (auteur), Vincent Ravalec (auteur), Gilles Verlant (auteur, journaliste et biographe), Frédérique Deghelt (auteur), Didier Daeninckx (auteur), Jean-Luc Nancy (philosophe), Tania de Montaigne (auteur), Marjolaine Boutet (historienne), Franck Frégosi (politologue), Jean-Pierre Luminet (astrophysicien et poète), Agnès Bonfillon (journaliste), Gilles Médioni (journaliste), Anne & Julien (journalistes et responsables du magazine Hey!), François Bon (biographe, Richard Lornac (pianiste), Steve Toltz (auteur), Mara Goyet (auteur), Hafid Aggoune (auteur), Thierry Illouz (auteur), Matthias Vincenot (poète), Jacques Goorma (poète), Christiane Roederer (auteur), Gabriel Schoettel (auteur), François Thuillier (joueur de tuba), le Quatuor Florestan, la Fanfare en Pétard et le Grand Ensemble de la Méditerranée.
Le spectacle issu de cet opus – qui tourne en 2011 et 2012 – est mis en scène par Juliette. En novembre 2012 est publié un album collectif intitulé Bourvil pour les enfants, avec la participation (sur deux titres) de Weepers Circus. En mars 2013, Eric Kaija Guerrier se met officiellement en congé de Weepers Circus. Le 16 mars 2013, Weepers Circus publie un EP numérique intitulé Les Inédits hors du monde, composé de cinq titres (dont un duo avec le groupe Chapel Hill, un duo avec Sabrina Rauch et une lecture de Jean-Claude Carrière) ainsi que de 2 titres en public issus de la dernière tournée.

### Le Grand bazaret nouveaux albums (depuis 2013)
Le 19 avril 2013, le groupe publie son neuvième opus (studio) : un livre-album pour jeune public intitulé Le Grand bazar, avec moult invités. L'album est accompagné d'un spectacle. Parallèlement, Weepers Circus retravaille une partie de son ancien répertoire[réf. souhaitée] et entame la tournée Tout le monde chante. En décembre 2014, le groupe publie une vidéo à partir d'une nouvelle chanson inédite, intitulée Ferguson, à la suite des événements tragiques[réf. souhaitée] de la ville de Ferguson, aux États-Unis.
Le 16 octobre 2015, le groupe publie son dixième opus (studio) : Planète des Songes. Y sont invités Olivia Ruiz et Léopoldine HH. Le 20 octobre 2016, le groupe publie son onzième opus (studio) : un livre-album pour jeune public intitulé N'importe nawak, avec moult invités, dont Tchéky Karyo, Anne Sylvestre, Gabriel Yacoub, Richard Gotainer et le groupe Debout sur le zinc. Au cours de l'année 2017, Alexandre George se met officiellement en congé de Weepers Circus.
Le 23 octobre 2021 sort Panique dans la forêt, nouveau livre-album édité par Gallimard Jeunesse (Coup de cœur Jeune Public automne 2021 de l'Académie Charles-Cros,). Cet album donne lieu à la création d'un spectacle pour enfants.

## Membres

### Membres actuels
- Franck George - violoncelle, basse, ukulélé, harmonica, chœurs, chant (depuis 1988)
- Denis Leonhardt - clarinette, saxophone ténor, saxophone soprano, chœurs, chant (depuis 1991)
- Alexandre « Goulec » Bertrand - batterie, percussions, chœurs, chant (depuis 2001)
- Christian Houllé - claviers, chœurs, chant (depuis 2007)

### Anciens membres
- Eric Kaija Guerrier - guitares, viole de gambe, chœurs (1988-2013)
- Alexandre George - chant, guitare, chœurs (1989-2017)
- Claude Guerrier - contrebasse (1991-1997)
- François Rachez - basse électrique (1988-1992)
- Myriam Stricker - violon, chœurs (1992-1996)
- Delphine Freiss - flûte traversière, chœurs (1993-1995)
- Fabrice Lemoine  - guitare folk, luth, mandoline, banjo, chœurs (1995-1997)
- Luc Widmaier - violon, chœurs (1996-1999)

## Discographie

### Albums studio
- 1997 : Le Fou et la balance
- 1999 : L'Épouvantail
- 2000 : L'Ombre et la demoiselle
- 2003 : Faites entrer
- 2005 : La Monstrueuse parade (+ DVD)
- 2007 : Tout n'est plus si noir...
- 2009 : À la récré (livre-album)
- 2011 : N'importe où, hors du monde (livre-album)
- 2013 : Le Grand bazar, illustrations de Clotilde Perrin (livre-album)
- 2015 : Planète des songes (album)
- 2016 : N'importe nawak, illustrations de Clotilde Perrin (livre-album)
- 2021 : Panique dans la forêt (livre-album)
- 2025 : Retropolis ( livre-album )

### Album live
- 2009 : En concert (album)

### Album numérique
- 2013 : Les inédits hors du monde (EP sept titres dont cinq inédits et deux titres enregistrés en public)

### Singles
- 1995 : Weepers Circus (trois titres inédits).
- 1998 : Je suis Noble (quatre titres dont trois inédits et un extrait de l'album L'Épouvantail dans une version alternative).
- 2001 : Le cirque des gens qui pleurent (un extrait de l'album L'Ombre et la demoiselle dans une version alternative).
- 2009 : Tout le monde chante (une version alternative remixée par Les Gaillards et accompagnée de son vidéo clip réalisé par Christian Houllé).
- 2012 : Le président de la Lune (un titre inédit en public)
- 2014 : Ferguson (extrait de l'album Planète des songes)
- 2015 : De l'amour exactement (extrait de l'album Planète des songes)

### Promotionnels
- 2000 : L'ombre et la demoiselle (CD hors commerce de quatre titres extraits de l'album L'Ombre et la demoiselle).
- 2005 : La Monstrueuse parade (CD hors commerce de cinq titres extraits de l'album La Monstrueuse Parade + trois titres en vidéo et en public)
- 2011 : N'importe où, hors du monde (CD hors commerce de sept titres en mixage inédit, extraits de l'album N'importe où, hors du monde).

### Collectifs
- 1995 : Tous différents - Tous égaux : La Petite fable du bonheur (inédit)
- 1996 : Lieder fer's Herz : D'Lieb Von'ere Fraui (inédit)
- 2001 : Les oiseaux de passage : Quatre vingt quinze pour cent (reprise inédite de Georges Brassens en collaboration avec Joseph Racaille)
- 2007 : Tribute to Polnareff : Lettre à France (reprise inédite de Michel Polnareff, en duo avec China Moses)
- 2011 : Brassens pour les enfants (livre-album et CD digipack) :  La cane de Jeanne (reprise inédite de Georges Brassens), Le parapluie (reprise inédite de Georges Brassens)
- 2011 : Chansons pour fêter Noël (livre-album) :  Petit papa Noël (reprise inédite de la chanson écrite par Raymond Vincy et composée par Henri Martinet)
- 2012 : Bourvil pour les enfants (livre-album et CD digipack) :  Clair de lune à Maubeuge (reprise inédite de Bourvil), La tactique du gendarme (reprise inédite de Bourvil)
- 2018 : Les poulettes : orange (album numérique) :  Le tour du monde (inédit)
- 2021 : Georges Brassens : elle est à toi, cette chanson (coffret 4 CD's et vinyle 2 disques) :  La cane de Jeanne (version inédite différente de celle de 2011)

### Participations extérieures
- 2003 : J'aime pas l'amour d'Olivia Ruiz : Petite Fable
- 2004 : Terrain vague des Ogres de Barback : Trois-Zéro
- 2009 : Crime parfait de Caroline Loeb : Accointances, Simplement
- 2009 : Caroline Loeb... aussi! de Caroline Loeb : Simplement
- 2009 : The fifth season d'Inhumate :  It's back
- 2010 : La Traversée de l'Intervalle d'Eric Kaija Guerrier :  Le Ternaire, Le Tombeau
- 2011 : L'âge de mes désirs de Matthias Vincenot :  À l'écart des choses

### Vidéographie
- 2005 : En concert (réalisation par Salem Slimani) (trois titres en « live »).
- 2005 : De petits détails (réalisation par Christian Houllé) (film documentaire de 43 minutes – livré en édition spéciale avec l'album « La monstrueuse parade »).
- 2005 : Dix ans d'Ogres de Barback (apparition en duo « live » avec les Ogres de Barback).
- 2007 : Iconoval pour le Pôle Image d'Alsace (Els'anime) (musique pour le clip promotionnel).
- 2007 : Tout n'est plus si noir (7 titres dont 1 version inédite de La Renarde + CD-Rom avec photos, dossier de presse, bio, présent. de l'album + une vidéo live).
- 2010 : Olivia Ruiz - Miss Meteor Live (DVD) (apparition en duo « live » d'Alexandre George du Weepers Circus avec Olivia Ruiz, interprétant le titre "La renarde").